# 58736 Karlantier
58736 Karlantier è un asteroide della fascia principale. Scoperto nel 1998, presenta un'orbita caratterizzata da un semiasse maggiore pari a 2,611346 UA e da un'eccentricità di 0,089288, inclinata di 4,111178° rispetto all'eclittica. Ha un diametro di 3,651 km e un'albedo di 0,277.
Karl Antier è un esperto francese di meteoriti e meteoriti. È membro attivo dell'Organizzazione Internazionale Meteorologica (IOM) e del programma FRIPON/Vigie Ciel Citizen Science in Francia. Si impegna a sensibilizzare l'opinione pubblica sull'importanza scientifica della ricerca e della protezione dei meteoriti. Karl ama condividere le sue conoscenze e la sua passione per l'astronomia.